# Château de la Pigeonnière
Le château de La Pigeonnière est situé sur la commune de Chailles, dans le département de Loir-et-Cher. Le château fait l’objet d’une inscription au titre des monuments historiques depuis le 20 avril 1989.

## Historique
Le château a appartenu à Eugène Huet de Froberville et à ses descendants au moins depuis les années 1840 et jusqu'aux années 1930.